# Урочище «Волиця» (пам'ятка природи)
Уро́чище «Во́лиця» — ботанічна пам'ятка природи місцевого значення в Україні. Об'єкт природно-заповідного фонду Хмельницької області.
Розташована в межах Хмельницького району Хмельницької області, на південний захід від села Заслучне.
Площа 0,3 га. Статус присвоєно згідно з рішенням облвиконкому від 4.09.1982 року № 278. Перебуває у віданні ДП «Старокостянтинівський лісгосп» (Красилівське лісництво, кв. 15, вид. 7).
Статус присвоєно для збереження частини лісового масиву з цінними насадженнями горіха айлантолистого (горіха Зібольда).